# 梅小路蒸気機関車館
梅小路蒸気機関車館（うめこうじじょうききかんしゃかん、英語: Umekoji Steam Locomotive Museum）は、京都府京都市下京区の梅小路公園内にあった蒸気機関車専門の鉄道博物館である。西日本旅客鉄道（JR西日本）が所有し、公益財団法人交通文化振興財団が運営していた。
2015年（平成27年）8月30日をもって一旦閉館し、拡張を伴うリニューアルにより2016年（平成28年）4月29日に京都鉄道博物館として新たにオープンした。本項目では京都鉄道博物館については該当記事に譲り、「梅小路蒸気機関車館」時代について記載する。また、リニューアル前の梅小路運転区についても記述する。

## 概要
1968年（昭和43年）3月26日の日本国有鉄道（国鉄）常務会で、1世紀にわたり日本の鉄道輸送を支え続けた蒸気機関車が1960年代後半以降は急速に姿を消していくことに対し、貴重な産業文化財と位置づけをした上で動態保存を目的とした日本初の施設を設置することが正式決定された。
上述決定を受けて1972年（昭和47年）10月10日に国鉄により日本の鉄道開業100周年を記念して京都市下京区にある梅小路機関区の扇形庫を活用して開設された。
- 当初は東京に近いということで栃木県小山駅構内にあった小山機関区が保存機関区の最有力候補であったが、「日本の中央部に立地」「周辺に集客力の大きい名所旧跡がある」「大型蒸機の保守実績がある」「蒸機運転可能な路線が近くにある」という観点から、1970年（昭和45年）に梅小路機関区（当時）が保存機関区に正式に選定された。

保存対象車両は原則としてその当時現存していた最若番車（できれば1号機）を選定するものとして当初12形式が選定されたが、その後、小山機関区より車両収容力が大きいため再検討が重ねられた結果、16形式17両に拡大された。
- 保存選定の過程でC62 2はスワローエンゼル人気で選定されたほか、当初案では選定されていたC59 1（小倉工場 → 九州鉄道記念館保存）・D52 1（広島工場保存）のようにSL動態保存の基本構想のため当時現役の車両に変更されたケースもある。

1987年（昭和62年）の国鉄分割民営化によりJR西日本に承継された。また本施設自体が（閉館・京都鉄道博物館への改組後も）現役の車両基地（梅小路運転区）であり、蒸気機関車のほか嵯峨野観光鉄道で使用するDE10形ディーゼル機関車が所属し、検査・修繕も行なわれている。
なお、隣接して京都市の梅小路公園（総面積117,133 m2）があり、京都市電の車両が8両保存されている。このうち狭軌1形電車27号（旧京都電気鉄道車両の復元車）が動態展示され、他に7両が静態保存されている。
2014年（平成26年）10月25日放送NHK総合テレビ『妻たちの新幹線』をはじめ、ドラマ撮影などにも使用されることがあった。
年末には鉄道友の会京都支部の手により、機関車への「しめ縄飾り」が行なわれ、京都新聞に毎年掲載されていた。
国鉄公認の後援団体として「梅小路の蒸機を守る会」が設立されており、第三展示館入り口横で日曜等に入会受付のテーブルをだしていた。年会費400円で会員書と記念メダルが貰えて、会員は団体料金で入館できた。会の行事としては毎月の「プレートみがき」があり、保存機関車の前面ナンバープレートをピカールで磨いた。参加会員には会員有志から提供された自家製焼付け写真がもらえる事があった。一般参加の行事として毎年秋に「京都市教育委員会公認・サクラクレパス他協賛」の写生大会（記念品有）を主催している。入会会員の減少と、スタッフ不足（無給のボランティアだった）そして唯一の収入源であった絵葉書（6枚1セット100円）の売り上げ低迷のため昭和末期に活動停止・解散となっている。　

## 歴史
- 1876年（明治9年）9月5日：京都機関庫として仮開設。
- 1880年（明治13年）7月14日：馬場駅（現・膳所駅）構内に馬場機関庫が開設。
- 1897年（明治30年）2月15日：京都鉄道が二条機関庫を開設。
- 1914年（大正3年）10月10日：京都機関庫と二条機関庫が統合され、梅小路機関庫が発足。
- 1921年（大正10年）7月29日：馬場機関庫が廃止され、梅小路機関庫馬場分庫に改称。
- 1936年（昭和11年）9月1日：梅小路機関庫から梅小路機関区に改称。
- 1972年（昭和47年）10月10日：梅小路蒸気機関車館が開館。
- 1977年（昭和52年）
  - 開館5周年記念入場券が発行される（大阪鉄道管理局発行）。1978年（昭和53年）の「第1回記念きっぷ大賞」で国鉄部門大賞を受賞した。
  - 6月26日：蒸気機関車館の入館者が100万人に達する。
- 1982年（昭和57年）2月11日：蒸気機関車館の入館者が200万人に達する。
- 1987年（昭和62年）3月1日：梅小路機関区から梅小路運転区に改称[5]。
- 1987年（昭和62年）4月1日：国鉄分割民営化により、西日本旅客鉄道に継承。
- 1990年（平成2年）3月14日：所属していた乗務員が京都電車区・米原列車区に異動し、乗務員の配置がなくなる。
- 1992年（平成4年）2月1日：転車台から扇形機関庫前方まで200m の新展示運転線が完成[6]。
- 1997年（平成9年）
  - 7月4日：旧二条駅舎が移転
  - 7月5日：蒸気機関車館がリニューアルオープン[7]。
- 2015年（平成27年）
  - 8月30日：京都鉄道博物館開館準備のため閉館[8][9]。
  - 秋：SL第2検修庫を新設。
- 2016年（平成28年）4月29日：京都鉄道博物館として、リニューアルオープンした[10][11]。

## 施設
閉館時点で、旧梅小路機関区の扇形庫および転車台を活用した「蒸気機関車展示館」と、旧二条駅舎を移築・復元した「資料展示館」からなっていた。
扇形庫は1914年（大正3年）に建設された鉄筋コンクリート造で、2004年（平成16年）12月10日に5t電動天井クレーン（1915年（大正4年）完成）、引き込み線とともに国の重要文化財指定ならびに土木学会選奨土木遺産に選奨された。
2006年（平成18年）にはJR西日本により、旧二条駅舎（展示館）と扇形車庫・保存されている蒸気機関車一式・点検修理の工具一式などが、準鉄道記念物に指定された。
旧二条駅舎は、1904年（明治37年）に京都鉄道が本社社屋を兼ねて建設した日本現存最古の木造2階建和風駅舎で、景観に配慮しながら平安神宮を模して造られた。
- 京都鉄道は1907年（明治40年）に国有化され、以後は国鉄 → JR西日本の駅舎として利用されたが、1996年（平成8年）の山陰本線（嵯峨野線）二条 - 花園間高架化に伴って駅舎としての役目を終え、1997年（平成9年）に本館敷地内に移築・復元して玄関口として使用、内部は昔の切符売り場などを残し、資料展示館として活用していた。

1996年4月に京都市の有形文化財に指定された。
扇形庫には、蒸気機関車18形式20両（開館当初は16形式17両）が収容・展示されていた。
- 開館当初は動態保存が原則であり、梅小路への搬入前から静態保存されていたC53 45・C51 239の2両を除き15両は1979年（昭和54年）まで車籍をもった動態保存（書類上）であった[注 2]。
- その後保存対象車両の見直しが何度か行なわれ2008年（平成20年）現在、動態保存機は7形式7両となった。うち5形式5両はその時点でも車籍を有しC57 1・C56 160の2両は、山口線の「SLやまぐち号」や北陸本線の「SL北びわこ号」など本線上での列車牽引に充当されていた。この2両は一度も廃車（車籍抹消）になっていない日本で唯一の蒸気機関車である。
- 上述2両以外の動態保存機は車籍こそあるものの、全般検査を受けていないため本線上での走行はできないが、館内展示用の動態保存機の牽引による「SLスチーム号」が館内の展示運転線で運転されていた。

車両基地としての機能を有し、営業線とも接続されていた。さらに1997年からは蒸気機関車の検査・整備を鷹取工場より移管している。
- 開館当初は検査担当工場として長野工場（現・JR東日本長野総合車両センター）が指定されていたが、営業用蒸気機関車が全廃されたことによって保存機の保守継続が問題となったため、1979年になって動態保存機の両数を削減するとともに、検査担当工場を鷹取工場へと変更した。
- 前記のとおり営業線と接続していることを生かして、開館段階では週末に臨時列車などの形で周辺路線を使用した動態保存列車の運行が企図されていた[注 3]。実際には『SL白鷺号』（京都 - 姫路間、1972年　- 1974年運行、C62形・C61形）や奈良線・関西本線・草津線の臨時列車（1972年 - 1973年運行、D51 1。区間は複数あり）など数例にとどまり、特に1976年の京阪100年号事故の発生以降、国鉄時代には周辺線区での実施はなかった[注 4]。

### 余談
施設の中央に位置している転車台（ターンテーブル）は第二次世界大戦期間中に原子爆弾の投下目標になっていた。大都市の割に空襲の被害をほとんど受けなかった京都市だが、広島市と並び原子爆弾投下の最有力候補で、原爆の性能を確認しやすいように投下まで町を無傷にしていた。最終的には古都の破壊が永遠に日本人の反感を買ってしまい、戦後政策に重大な影響を与えることが懸念されたため投下目標を変更したことがアメリカの文書から明らかになっている。詳しくは日本への原子爆弾投下を参照のこと。

## 配置車両の車体に記される略号
「梅」…梅小路を意味する「梅」に由来する。

## SLスチーム号
梅小路機関車館内にある片道500 mの展示運転線を用いたSL列車で蒸気機関車が専用の客車2両をけん引して往復し、牽引機はC62形 (C62 2) 、C61形 (C61 2) 、D51形 (D51 200) 、8620形 (8630) のいずれかが担当していた（D51 200は2014年10月に本線復帰が発表されて以降、8630は2015年2月に担当後、C61 2は2015年4月に担当後、整備のためそれぞれ担当から離脱している）。またこの指定牽引機以外の他の機関車がSLスチーム号の牽引を担当することがあった。
運転時刻は11時・13時半・15時半であるが人が多い場合は何度も往復する事があり、3回目の運転後には機関車に石炭や水を補給するため、ターンテーブルで蒸気機関車が回転する姿を見ることができた。ちなみに梅小路からの出発時は配線の関係から推進運転となるため、注意喚起ブザーを数回鳴らしながら発車していた。
京都鉄道博物館でも引き続き運行が行なわれているが、客車については再オープンに際してリニューアルされている。

### 展示運転線
梅小路蒸気機関車館の一角に設けられた延長500mの展示線で、SLスチーム号の構内運転に使用されていた。この展示線はこれまでに3回程位置と線形が変化しており、変化は以下のとおりである。
- 開館時
- 開館当初は展示運転として機関車のみの運行であり、乗車はできなかった。
- 扇形庫12番の後方に線路が150ｍ延びており、そこを利用して展示運転を行なっていた[14][6][15]。線路沿いには広場が作られ、そこから展示運転を見学できた。内容は蒸気機関車単機による展示運転が11時と13時30分の二回行なわれた。広場には売店・休憩室が設置されている
- 11時は150 ｍの往復だけだが、13時30分では往復後に転車台の使用と、石炭・水の補給のための移動運転があった。（ただし、給炭作業自体は見ることができなかった。これは現役時代の設備を継続使用していたので、入館立ち入りエリアからは死角になる場所にあったため）
- 展示運転は単機が基本だが、まれに重連運転や客車（12系）を牽引して無料乗車を行なったこともある。それらは機関車館内や京都駅で「手書きポスター」にて告知された。
- 広場ではミニSL（ライブスチーム）の運転が時折行なわれた。
- 売店・休憩室裏には梅小路機関区職員食堂があり、1980年代中ごろまで使用されていた。ただし、職員専用である。

- 1992年2月以降

扇形庫の南側から南東に向かって伸びる線路に展示線を変更した。
長い直線をもち、複線であることを活かして蒸気機関車の三重連や並走などといった展示運転をしていた。
- 1994年9月以降

9月23日、第11回全国都市緑化フェア開催に合わせて梅小路公園南端を嵯峨野線を潜り併走する形に移転され、同時にSLスチーム号の運用が開始された。
移転当初は400 m（往復800 m）だったが、1996年から始まった同博物館の大規模リニューアル工事（1997年完成）の一環として1996年10月10日に展示線が100 m延伸されて往復1,000 mとなった。
- 2015年8月30日以降

京都鉄道博物館へのリニューアルに向け、SLスチーム号の客車を後述の車両に置き換える関係で展示線の一部の線形が改良された。

## 配置車両
ほとんどの車両が、1972年に前所属機関区から現役車両として転属の手続きがとられているが、一部は当初から無車籍・静態保存だった。
1976年（昭和51年）に指定されていたC62 1、2009年（平成21年）に譲り受けた1080を除く全車が、2006年に車歴簿・保守用工具とともに準鉄道記念物に指定されている。2014年に交通科学博物館から移設された7105（義経号）も、それ以前の2004年に鉄道記念物に指定されている。

### 閉館時点での配置車両
2015年8月30日現在の配置車両は以下の7両である。

#### 蒸気機関車
- C56形蒸気機関車 (C56 160)
  - 1939年（昭和14年）川崎車輌製。上諏訪機関区より転入。主に「SL北びわこ号」に使用されていたほか、出張運転の実績が多数あった。法令上では現在も本線での運行ができるが、2018年（平成30年）5月27日の「SL北びわこ号」をもって本線運転を終了した[21]。
- C57形蒸気機関車 (C57 1)
  - 1937年（昭和12年）川崎車輌製。新津機関区 → 佐倉機関区より転入。本線運転可能で、「SLやまぐち号」牽引のため、基本的に下関総合車両所新山口支所に常駐する。
- C61形蒸気機関車 (C61 2)
  - 1948年（昭和23年）三菱重工業製。宮崎機関区より転入。1979年車籍抹消（有火保存）されたが、1987年車籍復活。構内運転用。
- C62形蒸気機関車 (C62 2)
  - 1948年日立製作所製。小樽築港機関区より転入。1979年車籍抹消（有火保存）されたが、1987年車籍復活。構内運転用。
- D51形蒸気機関車 (D51 200)
  - 1938年（昭和13年）鉄道省浜松工場製。中津川機関区より転入。1979年車籍抹消（有火保存）されたが、1987年車籍復活。2017年（平成29年）11月25日に本線運転復活[22]。

#### ディーゼル機関車
- DE10形ディーゼル機関車（DE10 1118・1156）
  - 展示車両ではなく、入換や嵯峨野観光鉄道での運転のために配置。

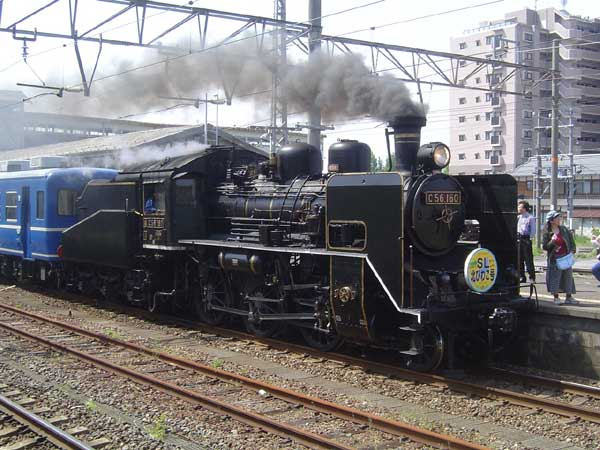
C56 160 （SL北びわこ号）
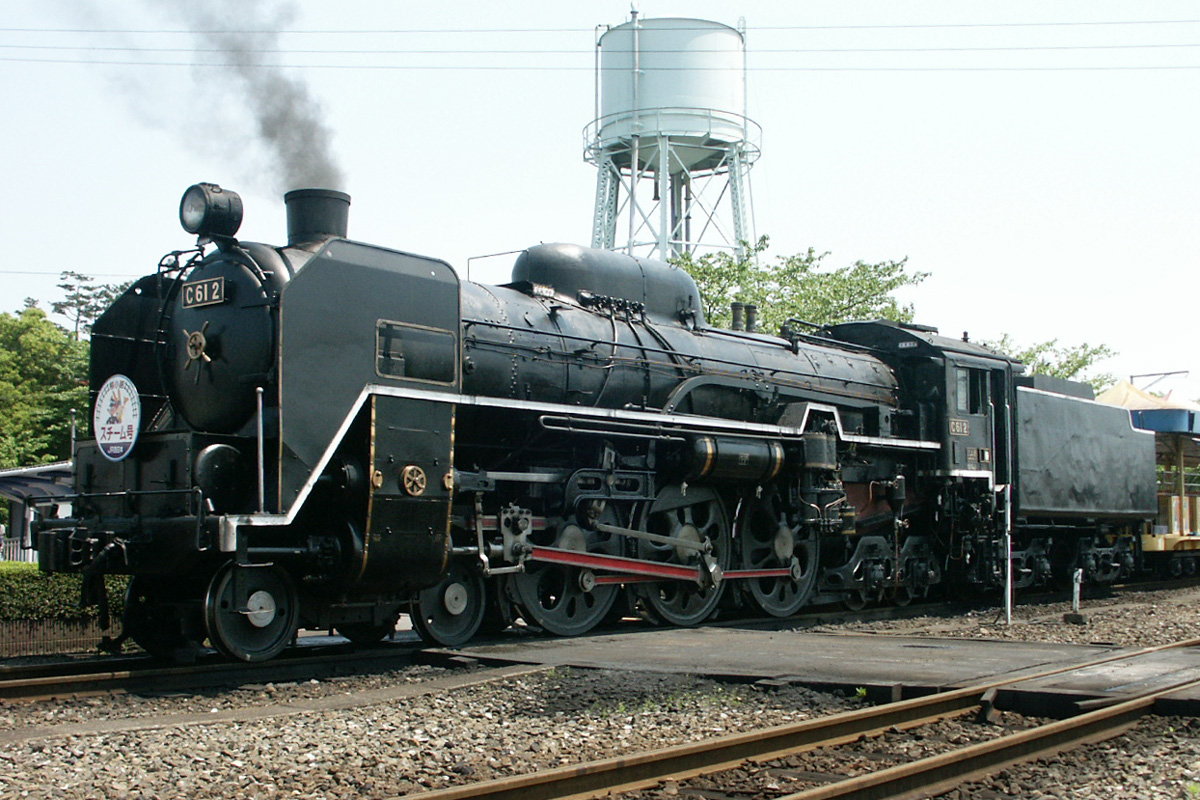
C61 2
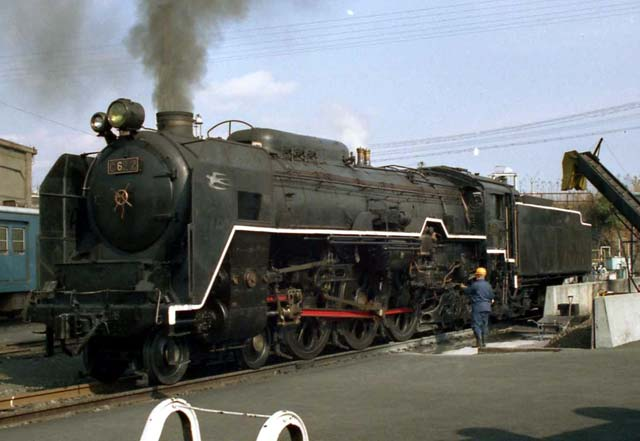
C62 2
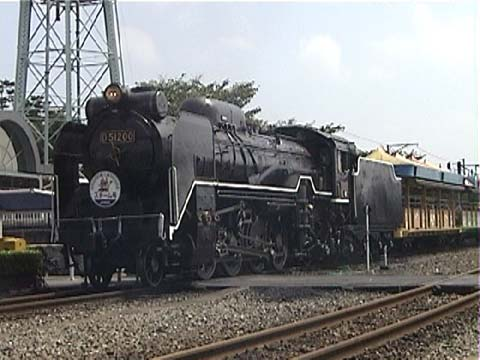
D51 200 （SLスチーム号）
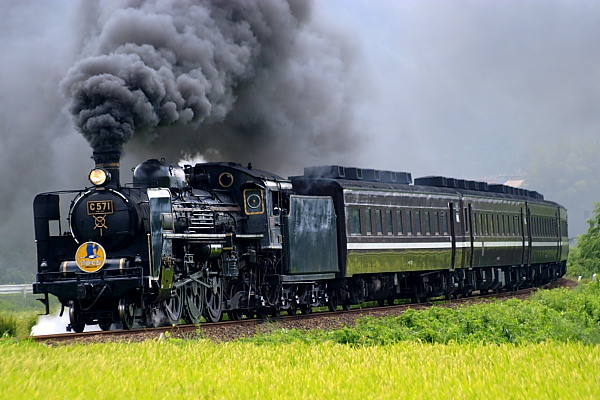
C57 1 （SLやまぐち号）

### 保存車両

#### 蒸気機関車
B20 10と8630の2両が、車籍は有しないが動態保存されていた。7105も2014年10月10日に動態復元された。
「◎」は、入館当初から静態保存であったもの。
- 1070形蒸気機関車 (1080) ◎
  - 1902年（明治35年）英国ダブス製。1926年（大正15年）大宮工場にて改造。1979年日鉄鉱業羽鶴専用線で車籍抹消。2009年9月14日に日鉄鉱業からJR西日本へ譲渡[23]。
- B20形蒸気機関車 (B20 10) 
  - 1946年（昭和21年）立山重工業製。鹿児島機関区より転入。1979年車籍抹消。2002年（平成14年）に開館30周年を記念し、動態復元された[24]。
- C11形蒸気機関車 (C11 64) 
  - 1935年（昭和10年）川崎車輌製。会津若松機関区より転入。入館後、1976年3月16日に山陰本線京都 - 丹波口間高架化工事完成記念列車（京都 - 二条間）を牽引した。1987年車籍抹消。
- 7100形蒸気機関車 (7105) 
  - 1880年（明治13年）米国H.K.ポーター製。「義経」の愛称で知られる。1923年（大正12年）車籍抹消。2014年4月に閉館した交通科学博物館から移設。2014年10月10日、17年ぶりに動態復元された。鉄道記念物。
- 8620形蒸気機関車 (8630) 
  - 1914年汽車製造製。弘前運転区より転入。1979年車籍抹消（有火保存）。動態保存されており「SLスチーム号」に使用されることもある。
- 9600形蒸気機関車 (9633) 
  - 1914年川崎造船所製。小樽築港機関区より転入。1979年車籍抹消（有火保存）。1987年から静態保存。
- C51形蒸気機関車 (C51 239) ◎
  - 1927年（昭和2年）汽車製造製。1962年（昭和37年）新潟機関区で車籍抹消。新潟鉄道学園に教材として切開状態で保管されていたものを長野工場で外観のみ復元して保存展示。
- C53形蒸気機関車 (C53 45) ◎
  - 1928年（昭和3年）汽車製造製。1950年（昭和25年）梅小路機関区で車籍抹消。国鉄吹田教習所保管を経て1961年（昭和36年）から交通科学館（のちの交通科学博物館）に保存されていたもの。
- C55形蒸気機関車 (C55 1) 
  - 1935年川崎車輌製。旭川機関区より転入。1979年車籍抹消。
- C58形蒸気機関車 (C58 1) 
  - 1938年汽車製造製。北見機関区より転入。C57 1とともに山口線で本線運転も行なったが、1984年（昭和59年）1月3日に同線で運行された初詣列車をもって本線運転を終了。1987年車籍抹消。
- C59形蒸気機関車 (C59 164) 
  - 1946年日立製作所製。糸崎機関区 → 奈良運転所より転入。1979年車籍抹消。
- C62形蒸気機関車(C62 1)◎
  - 1948年日立製作所製。1967年（昭和42年）広島第二機関区で車籍抹消。1986年（昭和61年）準鉄道記念物指定、広島鉄道学園に保管。1994年（平成6年）、当館に移設。
- D50形蒸気機関車 (D50 140) 
  - 1925年（大正14年）日立製作所製。直方機関区より転入。1979年車籍抹消。
- D51形蒸気機関車 (D51 1) 
  - 1936年（昭和31年）川崎車輌製。浜田機関区より転入。1972年11月から1973年（昭和48年）11月までの間に東海道本線・関西本線・奈良線・草津線でSL運行を目的とした団体臨時列車を何度か牽引している。1987年車籍抹消。
- D52形蒸気機関車 (D52 468) 
  - 1946年三菱重工業製。五稜郭機関区より転入。1979年車籍抹消。

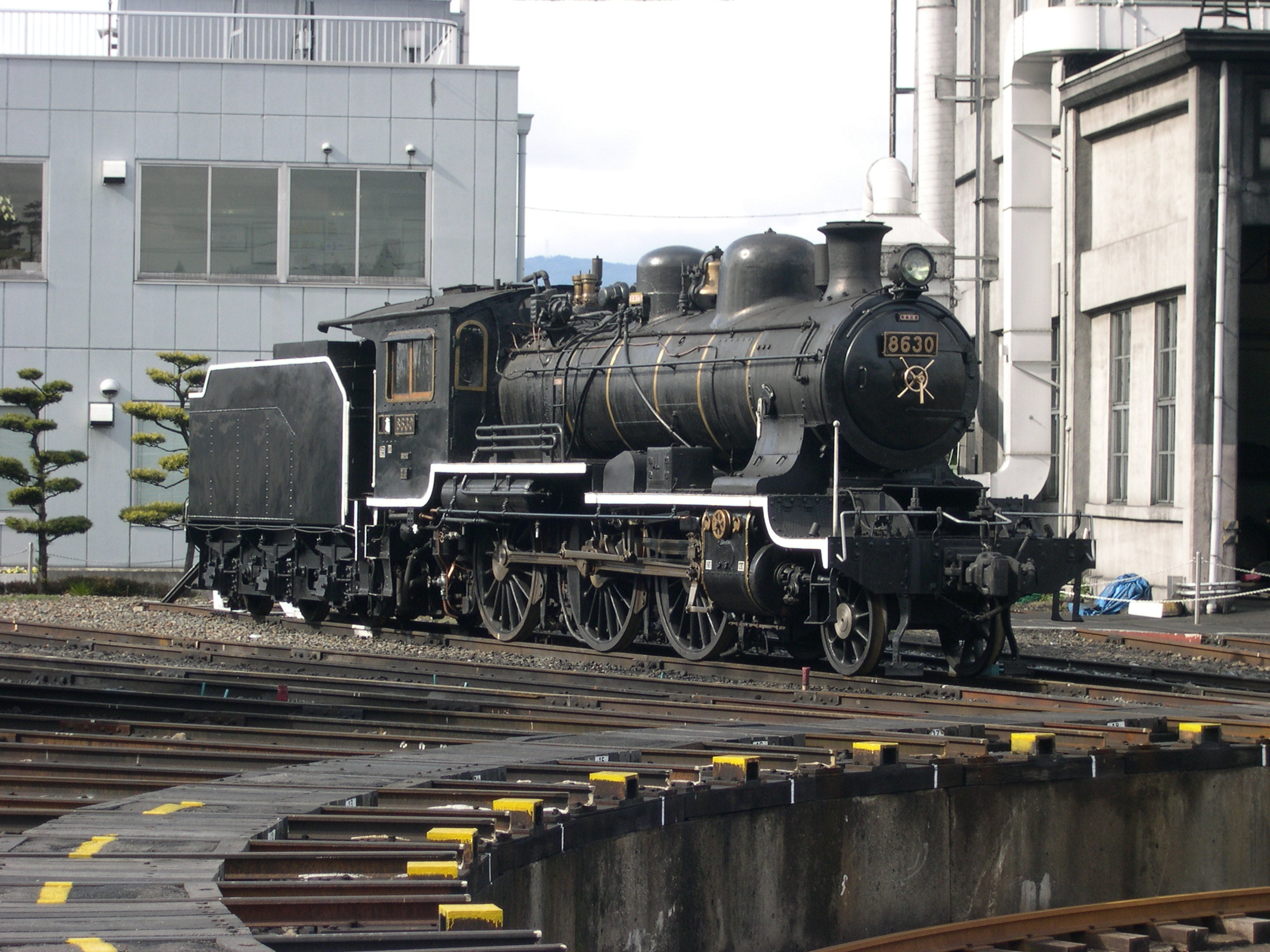
8630
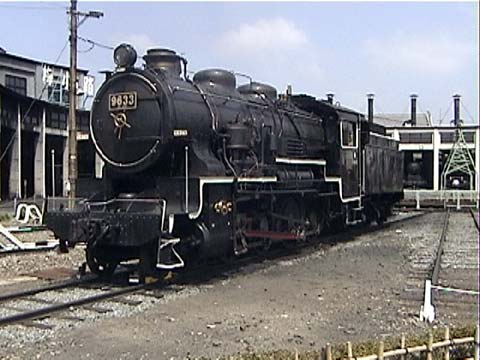
9633
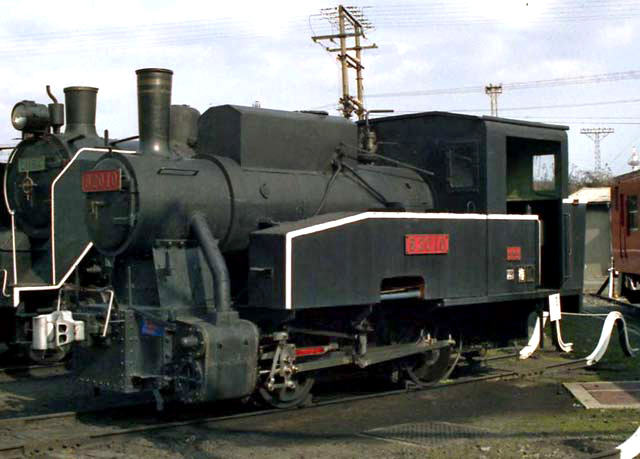
B20 10
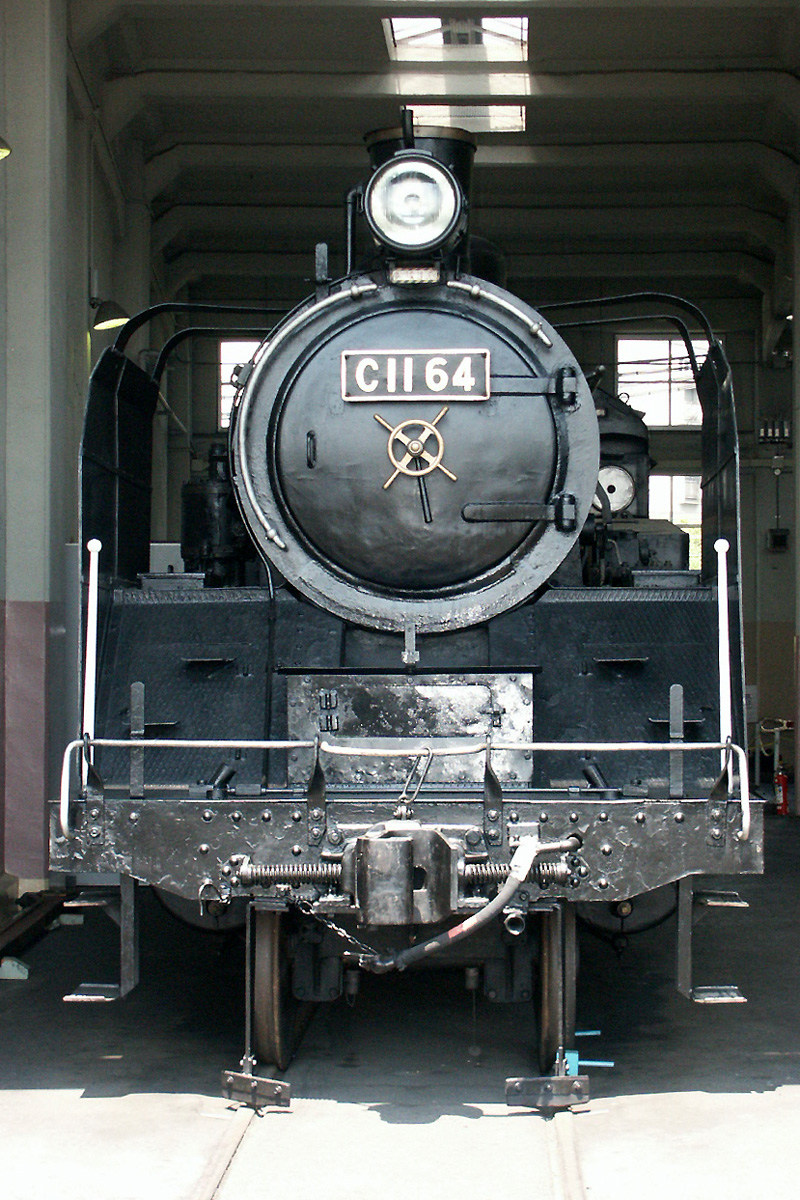
C11 64
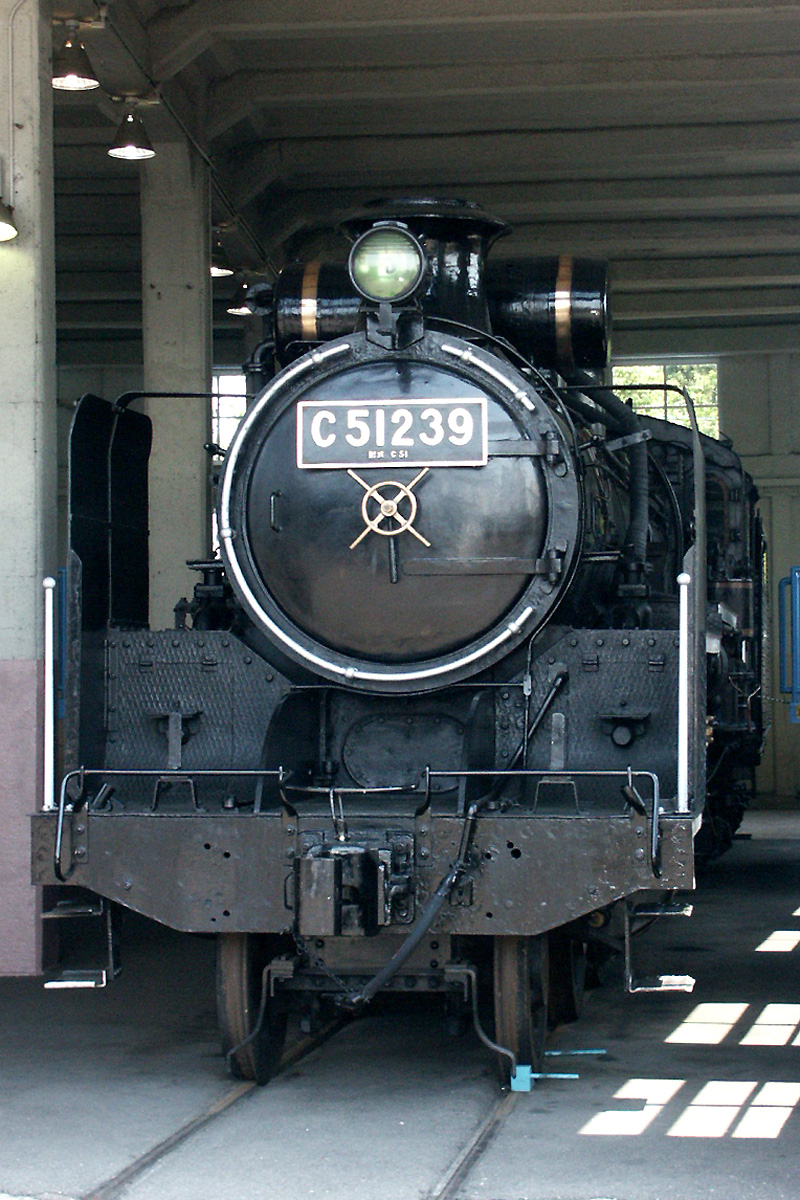
C51 239
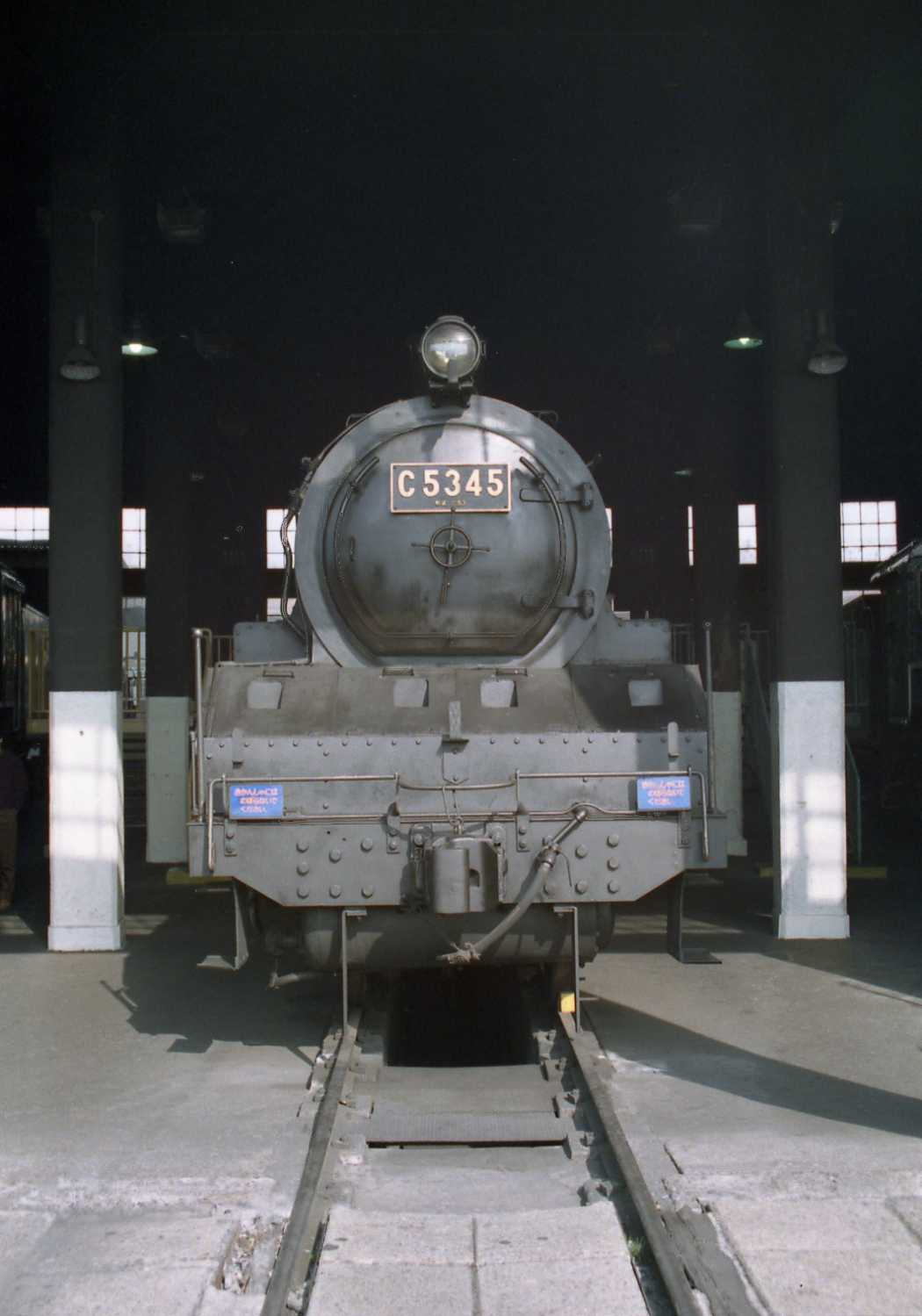
C53 45
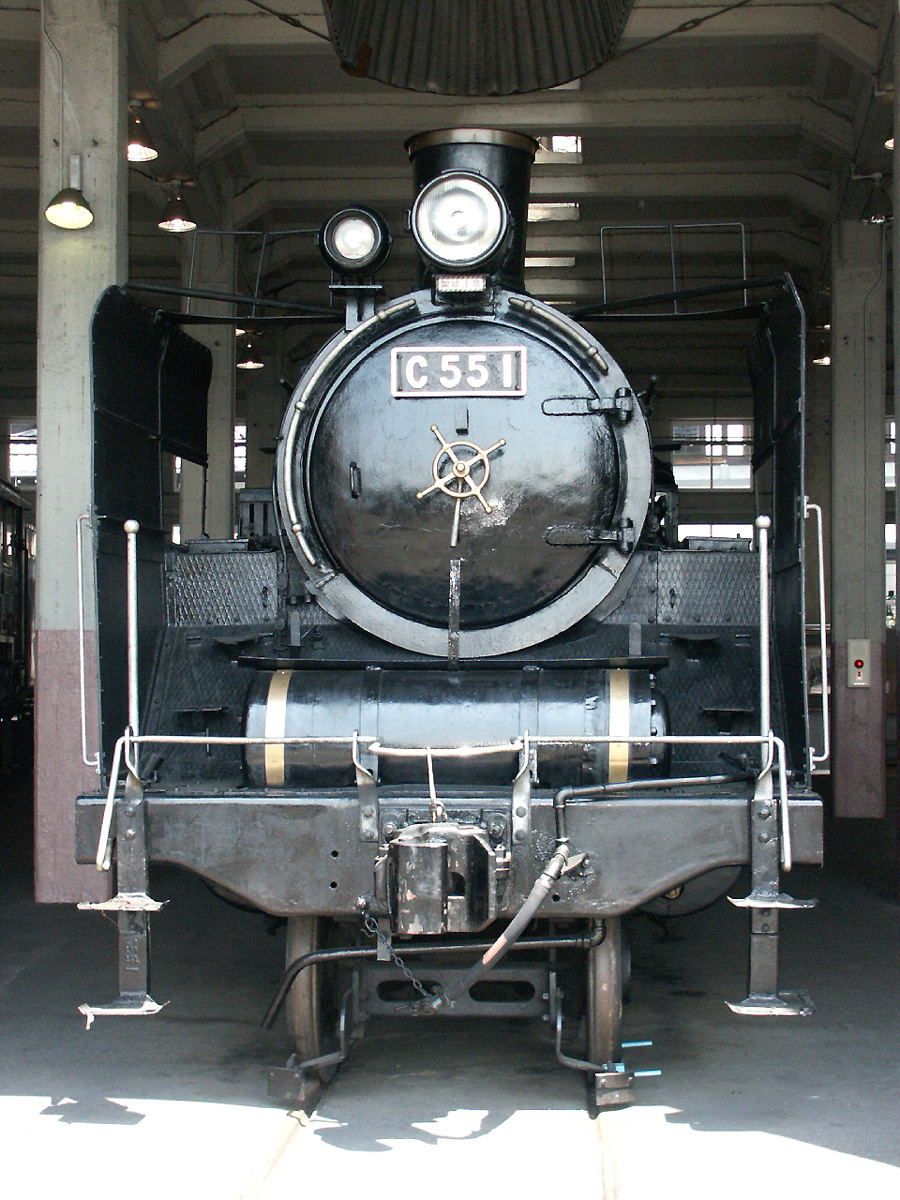
C55 1
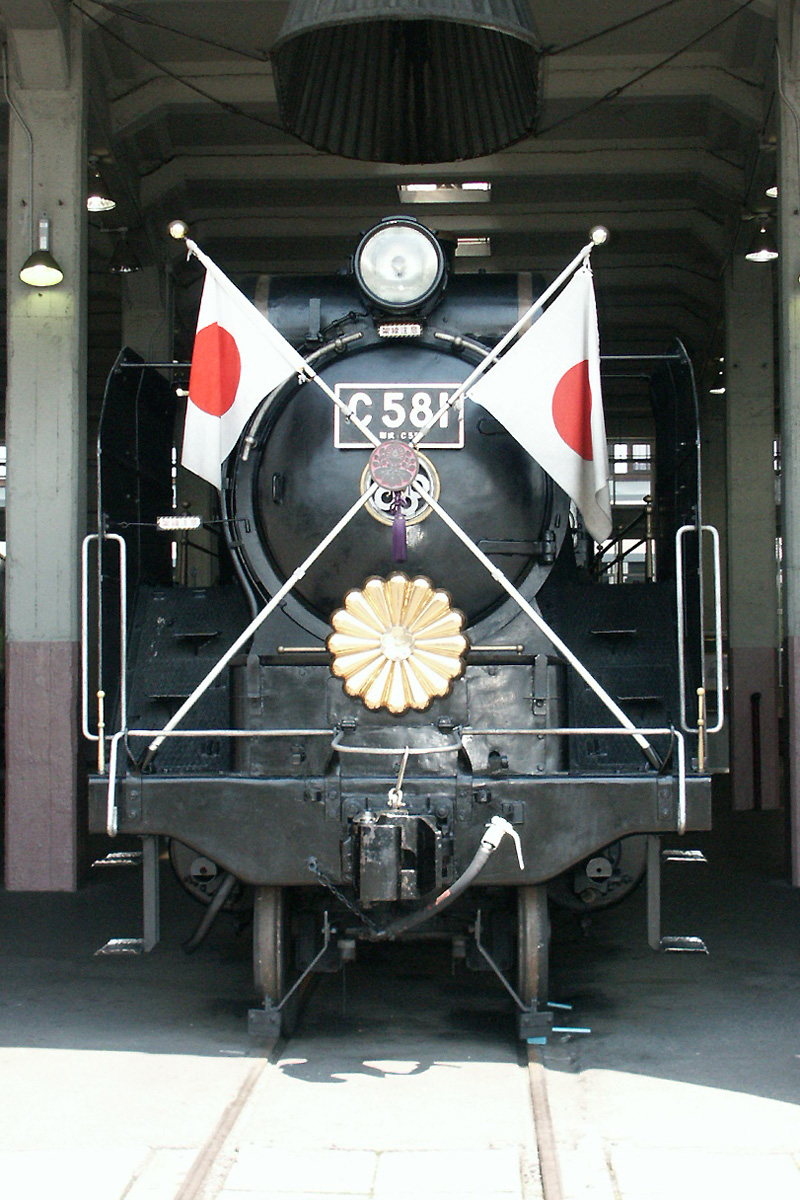
C58 1
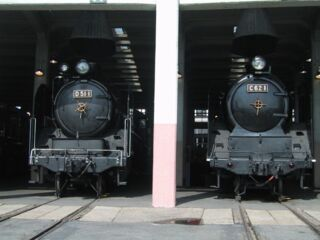
D51 1・C62 1
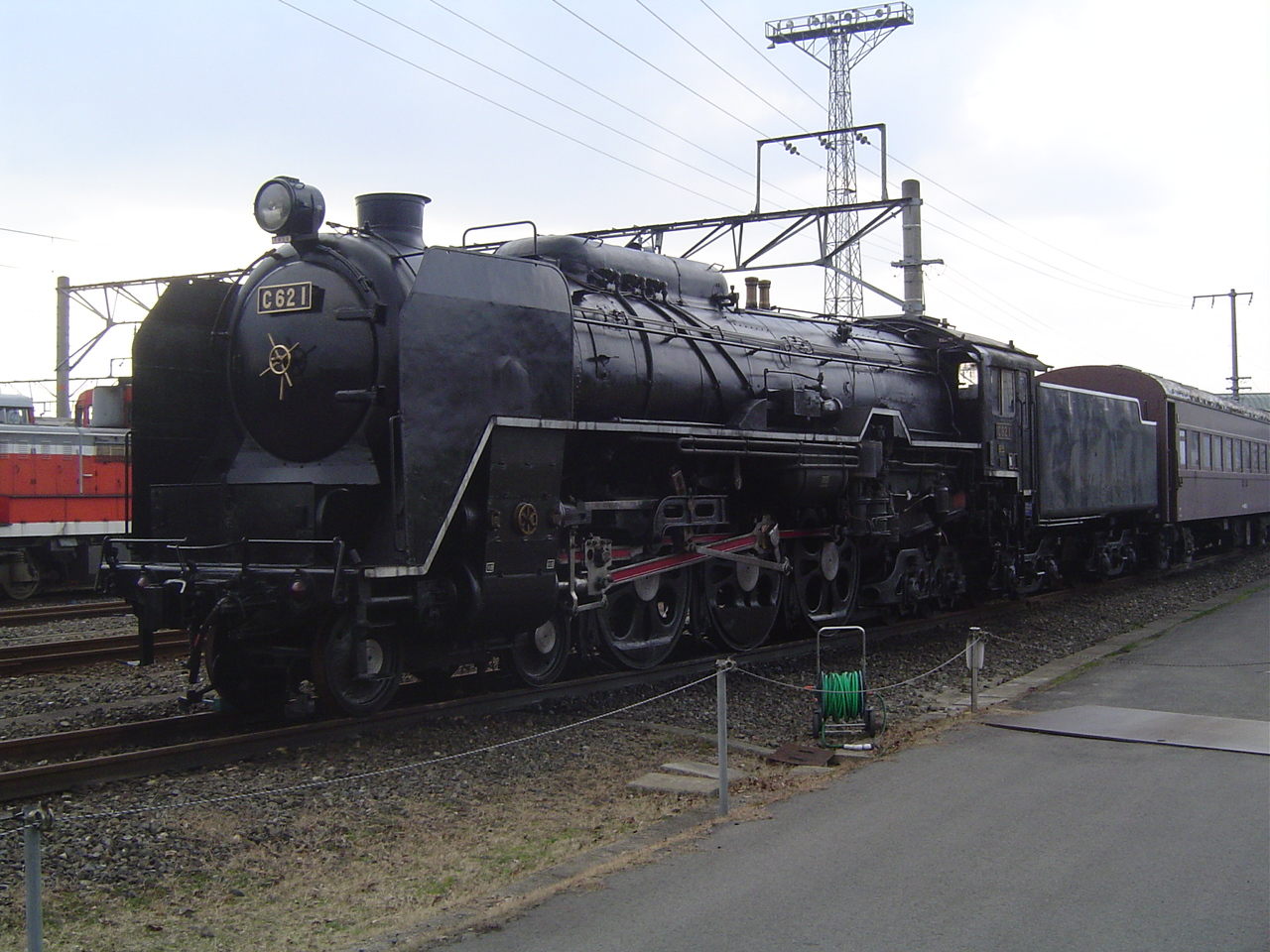
C62 1
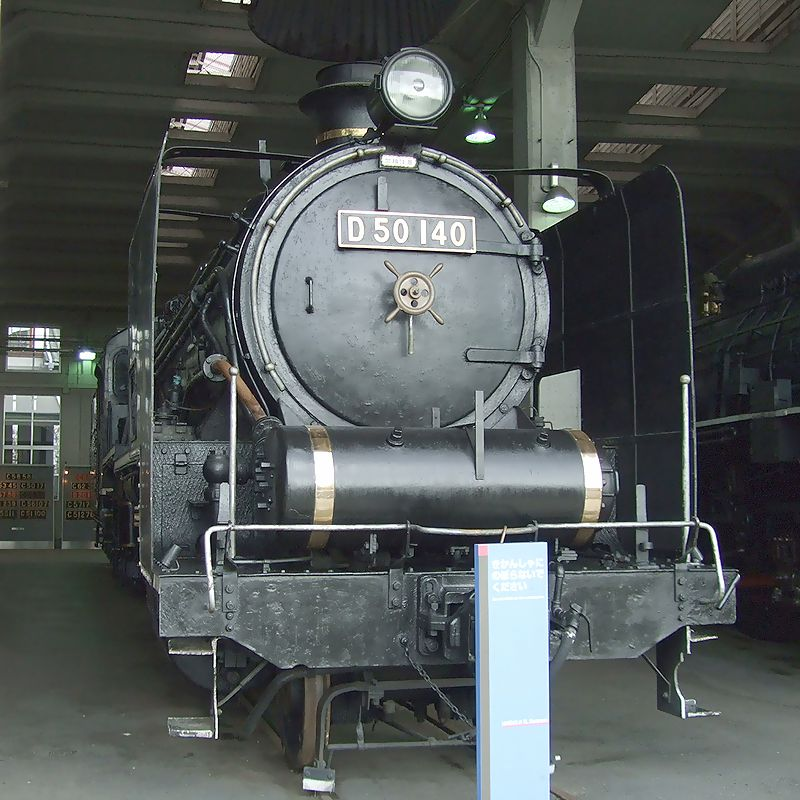
D50 140
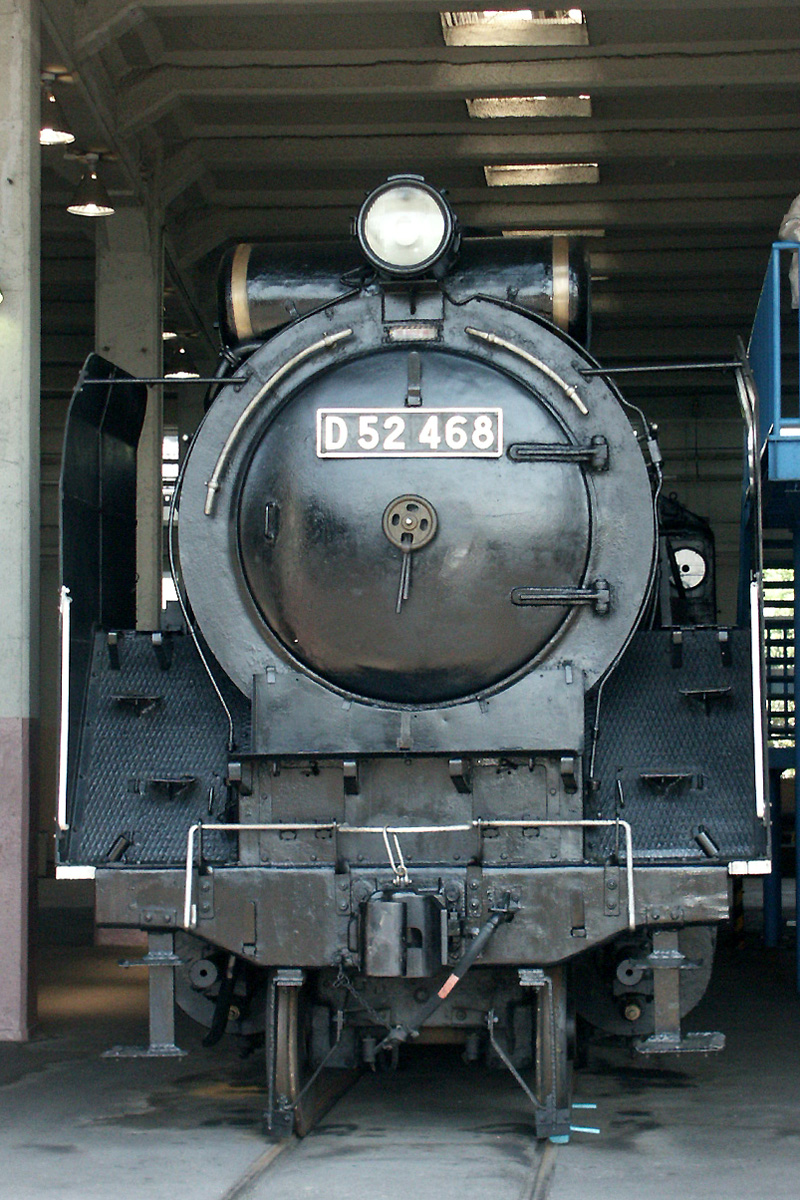
D52 468
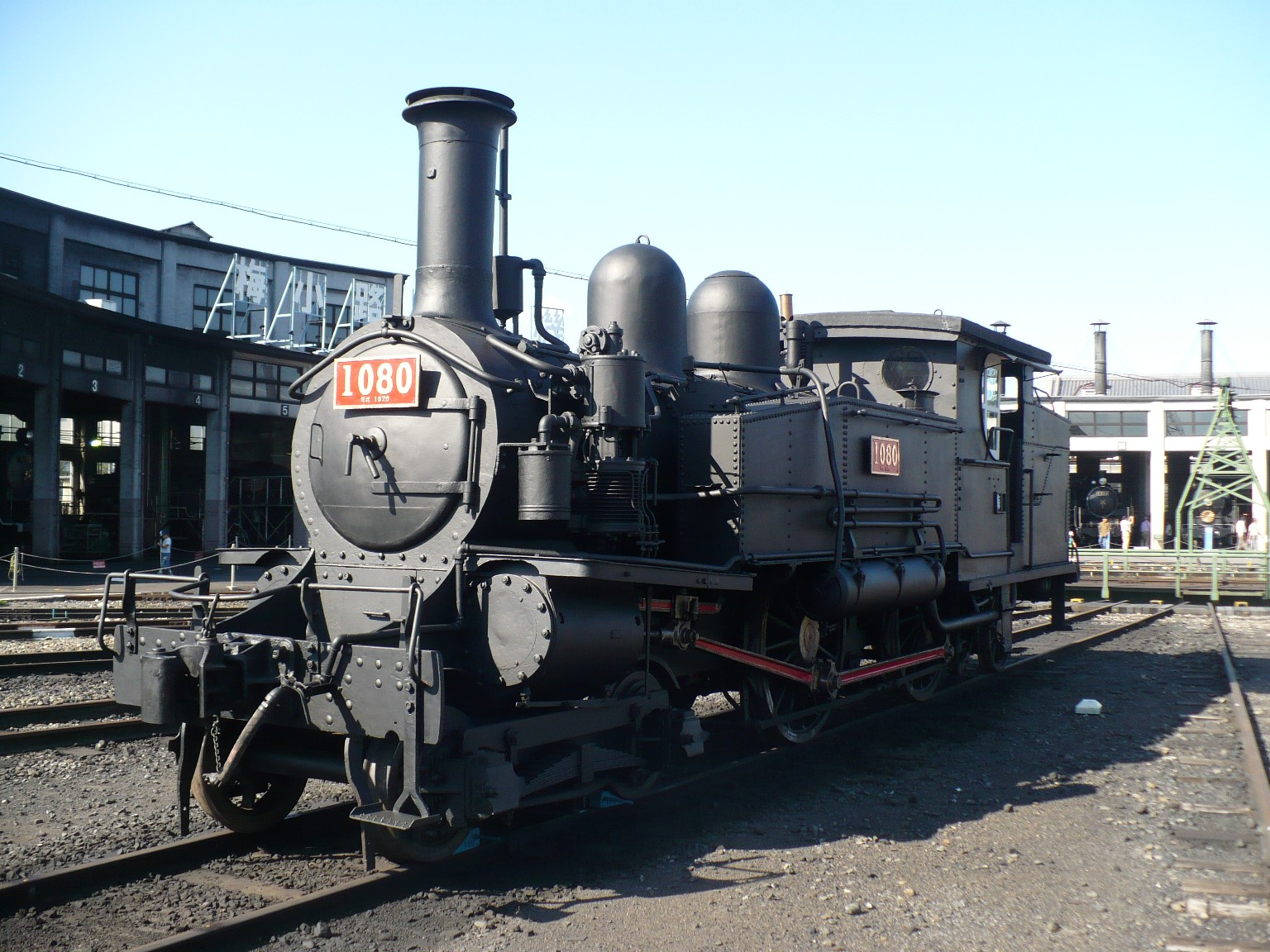
1080
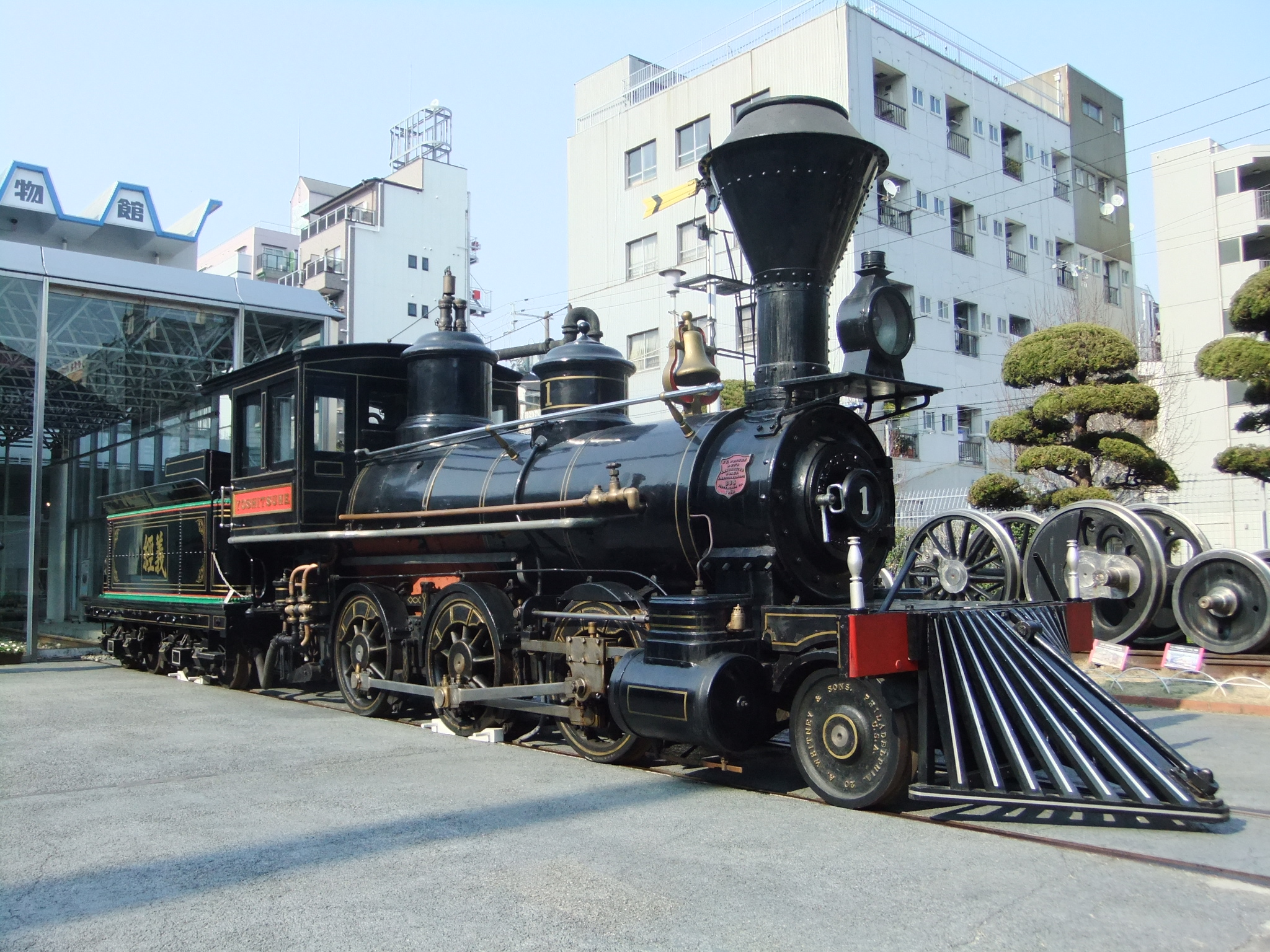
7105

### その他の車両
- 初代「SLスチーム号」用客車（番号なし2両）
  - 1990年（平成2年）に大阪市鶴見緑地で開催された「国際花と緑の博覧会」で運行された7105「義経」牽引のSL列車に使用するために製造された窓ガラスのないトロッコ風客車で、黄・緑・ベージュ色をしていた。同博覧会終了後に館内で運行するSL列車「SLスチーム号」に3両のうち2両（黄と緑）が転用され、その際に屋根や側面部分が改装され、2号車（緑）には推進運転用の前照灯や簡易運転台（主に緊急時用）が設置された。また客車間は棒連結器で連結されているが、機関車と連結する側や推進運転時に先頭になる側には牽引する蒸気機関車の連結器に対応した簡易連結器（7105「義経」では不使用）を装備している。梅小路蒸気機関車館閉館まで使用され、後に解体された。
  - なお転用されなかった1両は亀岡市の「保津川ライブスチームクラブ」で保存されている。

- 2代目「SLスチーム号」用客車（オハテ321-1・オハテフ310-1）
  - 京都鉄道博物館開業に伴う観光客増加を見越して投入されるSLスチーム号用の新たな客車で、レール運搬貨車からの改造[25]で、初代と違って固有の形式が車体記載されている。
  - 改造は三東株式会社で[26][27]、陸送の際に車体を2つに分割していることが確認されている[28]。
  - デザインコンセプトは「レトロ」、京都の歴史・優美さと「人が集まって楽しむ」雰囲気の演出という設計思想に基づき、けん引する蒸気機関車と同年代に製造されて活躍していた客車イメージを取り入れ、レトロ感を演出する。
  - SL（蒸気機関車）の走行音や煙が間近に感じられる様にするため、セミオープン形式の客車となっているのも特徴で、連結器は種車由来の自動連結器である。7105「義経」と連結可能な簡易連結器に対応しているかは不明。台車は種車由来のTR223Fを装備している[注 6][29]。
  - 当初の車体色は「聚楽（じゅらく）ぶどう色」に桜・富士・ウサギといったロゴを全体に散りばめられ、車内には往年の特急車両のヘッドマーク図柄をモチーフとしたデザインをボックス席ごとに配置したものだったが、2024年にマイテ49 2をイメージした塗装（ぶどう色2号に白帯）に変更された[30]。車番も同時に梅小路独自のフォントから国鉄風のフォントに変更されている。
  - 京都駅寄り客車は往年の特急列車展望車をイメージし、左側には開放デッキ、右側には速度計や車掌ブレーキ、消火器、車内放送用のマイクなどが搭載された推進運転用の簡易運転台が設けられている。
  - この新客車により車体長は18 m、最大幅が2.8 m、最大高が4.6 mになり、着席定員が80席から208席に、車いす定員も2台から4台に大幅に増加した（後部デッキの座席を畳むことで対応）。出入扉も150 mm広く、また使用材料の難燃化と乗務員への非常通報装置の設置がなされている[31][32]。
  - 客車同士の連結部には転落防止幌が設置されている（近畿日本鉄道で見られる、いわゆる「イライラ棒」タイプ）。

- 50系客車（オハフ50 68）
  - 休憩室として利用されている。塗装や座席は原形のままであるが、車内に家庭用エアコンが設置され、裏側に配管と室外機が設置されている。トイレは使用不可。

- スハ43系客車（オハ46 13）
  - 宮原総合運転所に在籍していた客車（2011年〈平成23年〉10月31日車籍抹消）で、2000年（平成12年）ごろにオハフ33 48とともに構内へ搬入。使用目的が不明なままで同機関車館脇の留置線に留め置かれ、時には蒸気機関車と連結したこともあった。
- オハフ33 48は2009年3月14 - 16日の間に解体されたが、当車は2013年（平成25年）に再整備がなされている。車内に入るための立て掛け式階段が設置されているが、車内は非公開で中に入ることはできなかった。

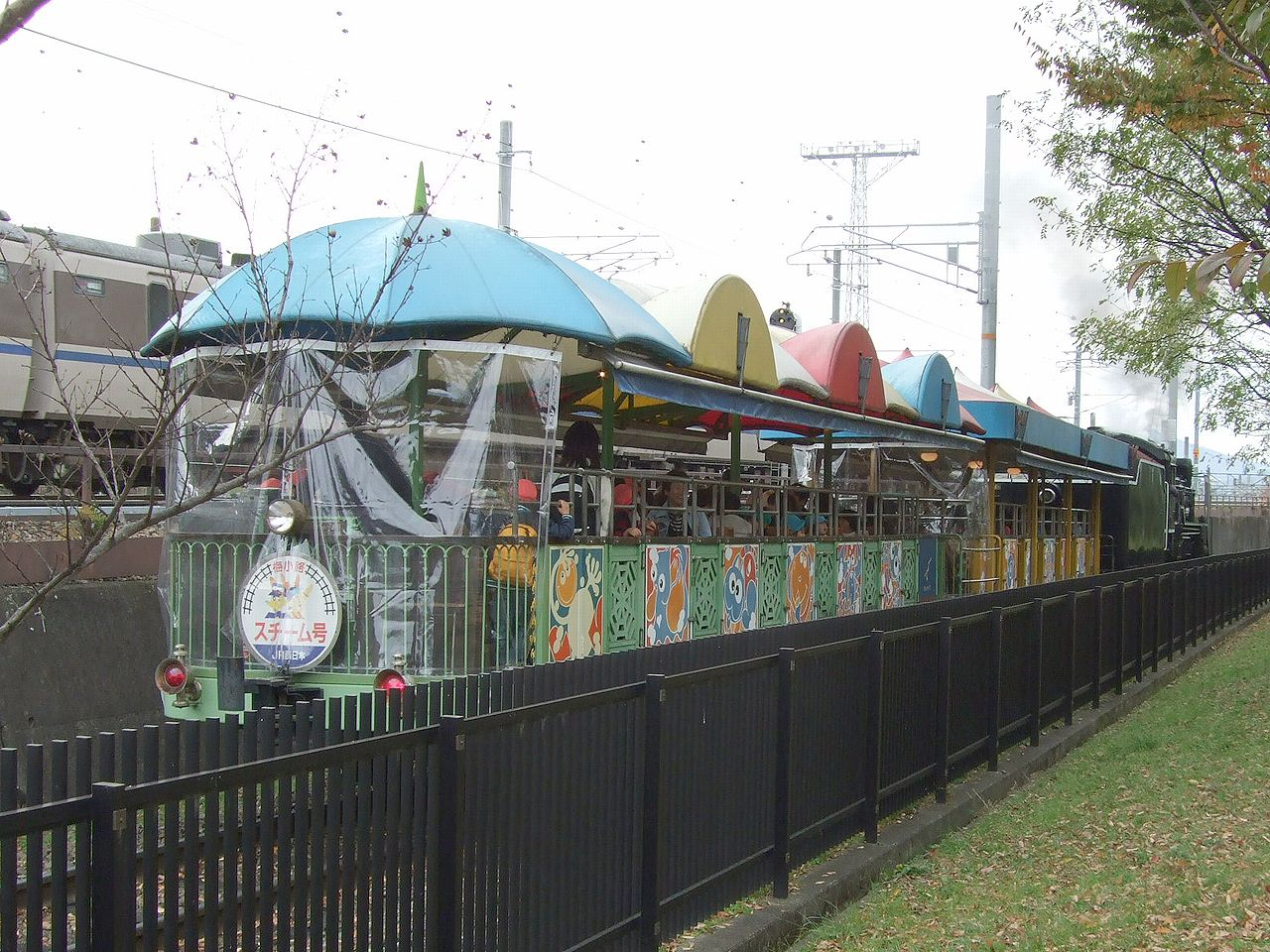
初代SLスチーム号用客車
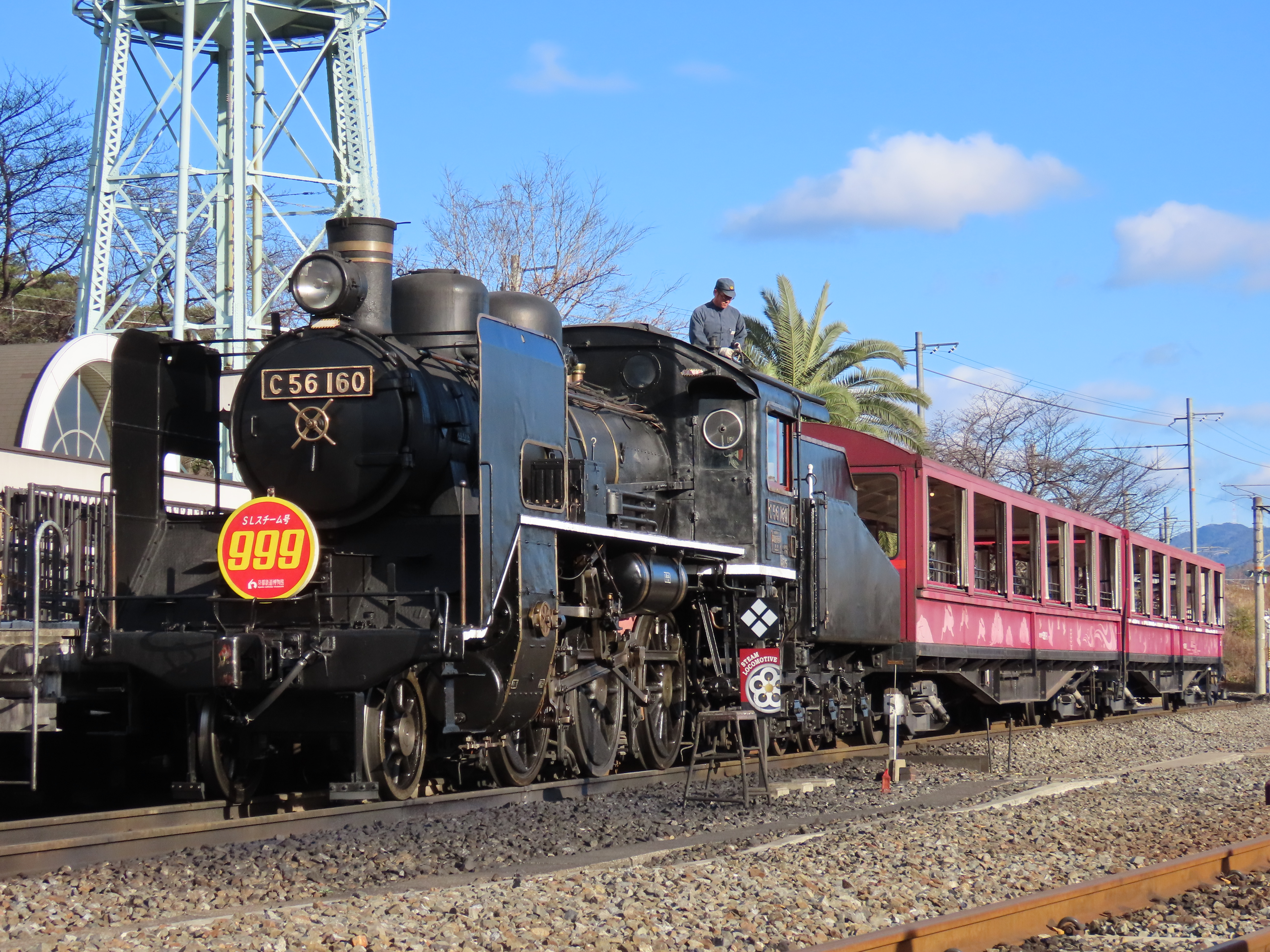
2代SLスチーム号客車 （塗装変更前）
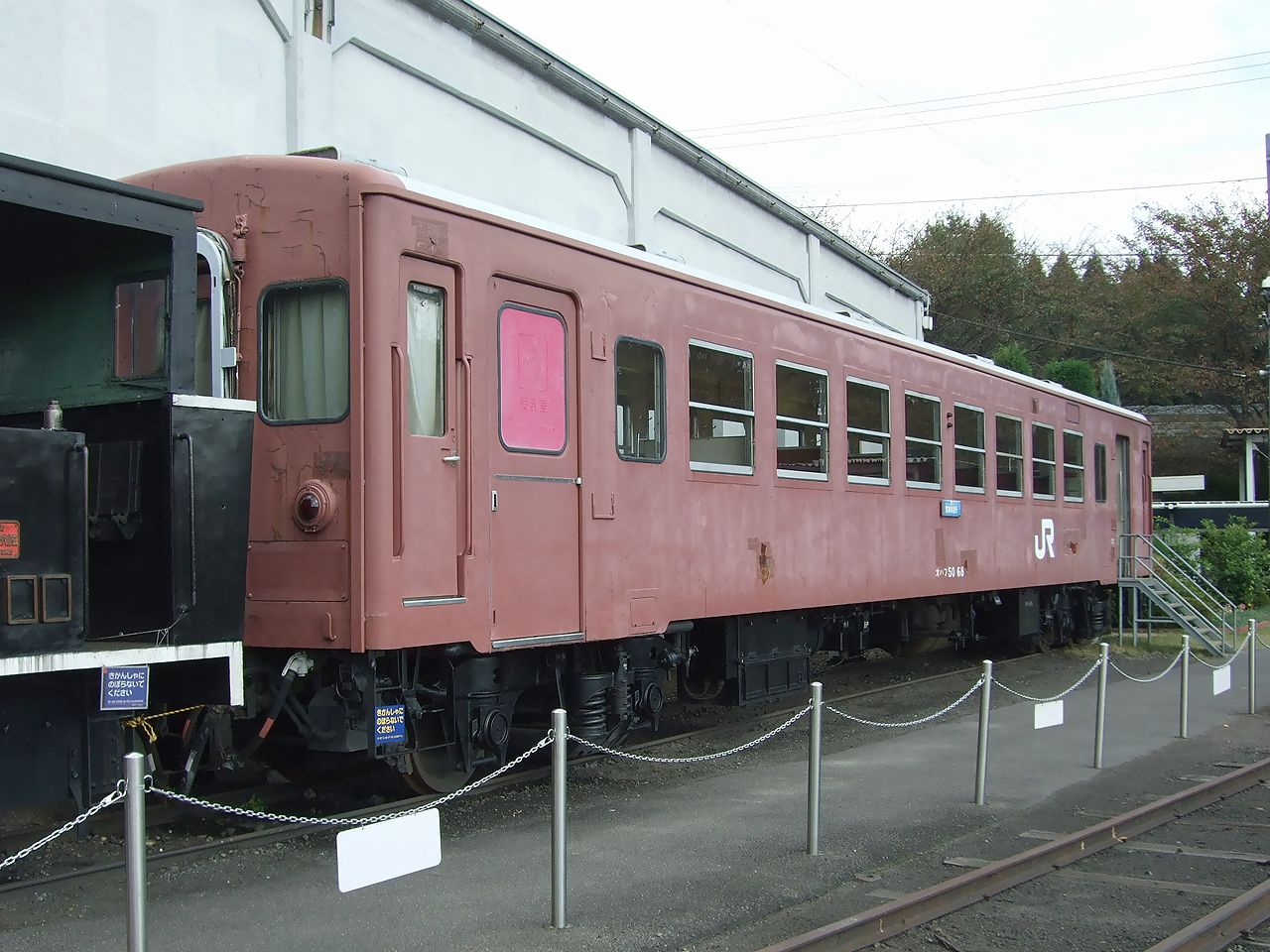
オハフ50 68
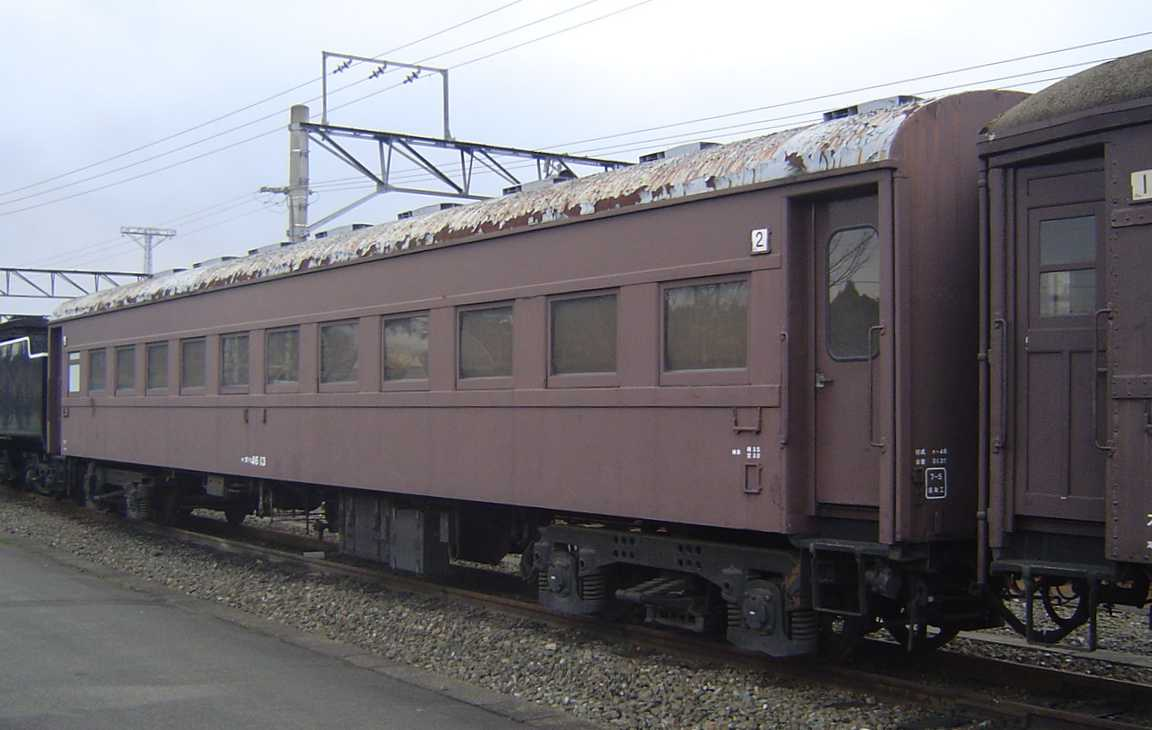
オハ46 13

### 過去の配置車両
- キハ41500形気動車
- キハ42500形気動車
- キハ45000形気動車
- キハ48000形気動車
- キハ20形・キハ25形気動車
- DF41形ディーゼル機関車
- キハ28形・58系気動車
- キハ65形気動車
- キハ55形気動車

## 交通
- JR東海道本線・京都市営地下鉄烏丸線・近鉄京都線：京都駅から京都市営バス205系統・208系統・33・特33系統・水族館東山ラインで梅小路公園前下車 徒歩5分
- JR山陰本線（嵯峨野線）：丹波口駅から徒歩15分

いずれも閉館時点（梅小路京都西駅の開業は京都鉄道博物館へのリニューアル後の2019年である）。

## 京都鉄道博物館へのリニューアル
2009年2月23・24日の複数の報道によれば、交通科学博物館が老朽化し、手狭となっているため本施設を拡張して新しい博物館を建設。車両などの展示品の一部を交通科学博物館から新博物館へ移転し、交通科学博物館については規模を縮小すると報じられていた。そして、JR西日本は2012年12月19日に、2016年春をめどに新しい鉄道博物館を建設する計画を正式に発表した。それによると、地上3階建てで延べ床面積18,800平方mの建物を新築し、交通科学博物館から移転する車両も含めて約50両の車両を展示するとしていた。これに伴って交通科学博物館が2014年4月6日に閉館した。そして2013年12月19日に館の名称が「京都鉄道博物館」に決定したとのJR西日本からの公式発表が行なわれた。
梅小路蒸気機関車館は、2015年8月30日をもって一旦閉館し、2016年4月29日に併設される新館と合わせて京都鉄道博物館として再発足した。

## その他
- 1975年12月31日 - 1976年1月1日に放送した年越し番組『 ゆく年くる年 (民間放送テレビ)』（日本テレビが製作担当）で、当館に収蔵された蒸気機関車の汽笛を鳴らして「蛍の光」を演奏し、新年を迎えるという演出を行った。この演奏の指揮は山本直純が務めている。
- 1987年3月31日 - 4月1日に放送した特別番組『さよなら大放送 おもしろ国鉄スペシャル』（日本テレビ系列）にも前述とほぼ同様の演出（この演奏の指揮も山本直純が務めた）があり、「演奏が終了してから30秒が経過するとJRグループが誕生する」という演出（時報によるアナウンス。時計提供：シチズン時計）があった[注 7]。